# Блэр, Гвенда
Гвенда Линда Блэр (англ. Gwenda Linda Blair, род. 10 мая 1943, Вашингтон) — американская писательница и журналистка, известная своими биографиями Джессики Сэвич, Лоры Инглз-Уайлдер и семьи Дональда Трампа. Она является внештатным доцентом Высшей школы журналистики Колумбийского университета.
Блэр родилась в Вашингтоне, округ Колумбия, в семье Ньюэлла и Греты (Флинтерманн) Блэр. Её отец был юристом и издателем юридического бюллетеня. С 1960 по 1961 год она училась в колледже Уитон в Массачусетсе и в 1964 году окончила Мичиганский университет. В 1970-х и 1980-х годах она была редактором нью-йоркских журналов Liberation, Seven Days и Mademoiselle, писала для последнего ежемесячную колонку, а также была внештатным редактором Mother Jones и Manhattan, Inc. Её первой книгой была биография писательницы Лоры Инглз-Уайлдер, изданная в 1983 году, за которой в 1988 году последовала биография ведущей новостей Джессики Сэвич, по которой в 1995 году был снят телефильм. Её книга 2000 года «Трампы: три поколения, построившие империю» легла в основу телевизионного фильма 2005 года «Трамп несанкционированный», а затем была адаптирована и переиздана под названием «Дональд Трамп: Мастер-ученик».
Она появилась в документальном фильме 2022 года «Беспрецедентное».